# Ribeaucourt (Somme)
Ribeaucourt település Franciaországban, Somme megyében. Lakosainak száma 226 fő (2022. január 1.). Ribeaucourt Beaumetz, Bernaville, Domart-en-Ponthieu, Domesmont, Franqueville, Fransu és Lanches-Saint-Hilaire községekkel határos.

## Népesség
A település népessége az elmúlt években az alábbi módon változott:
| Lakosok száma | 245  | 253  | 259  | 250  | 242  | 234  | 231  | 228  | 226  |
|               | 2013 | 2015 | 2016 | 2017 | 2018 | 2019 | 2020 | 2021 | 2022 |